# José María Belauste
José María Belaustegigoitia Landaluce (Bilbao, 15 de mayo de 1889-Ciudad de México, 4 de septiembre de 1964), conocido como José María Belauste, fue un futbolista internacional español que jugó de mediocentro en el Athletic Club.
Belauste fue, junto con «Pichichi», la gran estrella del Athletic Club de las décadas de 1910 y principios de 1920. Durante las veinte temporadas que jugó en el Athletic, aunque con alguna intermitencia, llegó a disputar más de 100 partidos (93 partidos oficiales). Como referente de aquella generación, participó en la selección española que obtuvo la medalla de plata en los Juegos Olímpicos de Amberes 1920 y fue uno de sus primeros once integrantes. El gol que marcó en aquel torneo le convirtió en un mito y forjó la leyenda de «la furia española».
Es el jugador con más títulos del Campeonato de España de Copa con siete, honor que comparte con otros cuatro futbolistas. Jugó en seis de las siete finales, faltando en la de 1923.

## Biografía
Desarrolló toda su carrera futbolística en el Athletic Club, equipo en el que ingresó entre 1905 y 1906 (la fecha varía según la fuente). Junto con Pichichi, fue la gran referencia del club vasco a principios del siglo XX. Con el Athletic conquistó siete campeonatos de Copa del Rey, en una época en que aún no se disputaba la Liga y la Copa era el único título a nivel nacional. También logró 3 Campeonatos del Norte y 2 Campeonatos de Vizcaya y estuvo presente como titular en el primer partido disputado en San Mamés el 21 de agosto de 1913.
El juego de Belauste estaba basado en su impresionante poderío físico,gracias a sus más de 90 kg de peso y 1'95 m de estatura. Solía jugar de mediocentro, pero se sumaba con asiduidad al ataque, aprovechándose de su envergadura para el juego aéreo. Era un atleta que, además de fútbol, practicó el lanzamiento de palanca (un deporte rural vasco), el montañismo y el tenis.  Al margen de sus éxitos con el Athletic destaca su participación en los Juegos Olímpicos de Amberes 1920 en el que logró la medalla de plata con la selección española.
Un año antes de su muerte, recibió la insignia de oro y brillantes del Athletic Club y también fue distinguido con la Medalla al Mérito de la Real Federación Española de Fútbol.

### Belauste en el plano personal
Belauste pertenecía a una acomodada familia que era oriunda de la localidad alavesa de Llodio. José María era el sexto de los doce hijos (ocho varones y cuatro mujeres) del matrimonio formado por Federico y Dolores.
En su familia hubo varios futbolistas como sus hermanos Santiago (1890), Ramón (1891) y Francisco «Pacho» (1897), que también jugaron en el Athletic Club. Ramón, conocido como «Belauste II», jugó durante doce años (1910-22) en el Athletic Club, ganando varios títulos juntos mientras que «Pacho», conocido como «Belauste III», fue titular en la final de Copa de 1921. A pesar de que por su juego y aspecto en el campo pasara por tosco o bruto, lo cierto era que se trataba de una persona cultivada y con formación académica, que pintaba en sus ratos libres. Estudió Derecho en la Universidad de Salamanca y ejerció como abogado. De hecho la abogacía fue siempre su oficio, ya que Belauste nunca fue profesional del fútbol, siempre se mantuvo como amateur.
Se casó con Dolores Zuloaga, una sobrina del célebre pintor Ignacio Zuloaga, con la que tuvo tres hijas.
Otra característica destacable de la vida de Belauste fue su militancia política en el nacionalismo vasco. De hecho fue un apasionado de la política. Su hermano mayor, Federico, fue una reseñable figura del nacionalismo vasco, uno de los fundadores y primeros dirigentes del Partido Nacionalista Vasco y amigo personal de Sabino Arana. Tanto José María como sus hermanos militaron en el PNV. José María Belauste llegó en una ocasión a presentarse como candidato a las Cortes. Belauste siempre hizo gala de su militancia política. Sus ideas nacionalistas ocasionaron incluso que en 1922 se viera obligado a exiliarse temporalmente en Francia tras pronunciar un discurso que las autoridades consideraron excesivamente nacionalista. Con posterioridad abandonaría el PNV y participaría en la fundación de ANV, una escisión laica e izquierdista del PNV. Sin embargo, tras la quema de iglesias y debido a su catolicismo Belauste volvió al PNV.
La militancia nacionalista de Belauste y de su familia fue determinante, pues casi lo encarcelan, pero sabiendo que desde el primer momento había intentado salir hacia zona nacional, permaneció en Bilbao cuando entraron las tropas de Franco. Marchó a México a entrenar a equipos mexicanos. José María Belauste vivió en México, D. F. hasta que un cáncer de pulmón acabó con su vida en 1964.
Sus sobrinos, Ibone e Iker, fueron deportistas olímpicos con México. Ibone representó a México en natación en Londres 1948 e Iker en vela en Tokio 1964 y México 1968.

## Selección española
Belauste fue uno de los integrantes del primer combinado español de la historia, que disputó los Juegos Olímpicos de Amberes, en 1920, donde logró la medalla de plata.
Con la selección española disputó 3 partidos de aquel campeonato, inclusive, el partido de debut, disputado el 28 de agosto de 1920 en Bruselas, en el que España derrotó a Dinamarca por 1-0; por lo que Belauste fue uno de los jugadores del primer once de la historia de la selección española de Fútbol. Jugó el partido contra Suecia (tercero del torneo) y el quinto y definitivo contra Holanda. Es recordado básicamente por su actuación en el partido contra los suecos, en el que marcó un gol y forjó su leyenda gracias a una famosa anécdota.
Nunca más volvió a jugar para la selección española. Estuvo convocado, eso sí, para los Juegos Olímpicos de París 1924, que iban a ser el colofón a su carrera; pero debido a su bajo estado de forma no fue elegido para jugar en el primer partido y España cayó eliminada a las primeras de cambio por Italia, lo que le dejó sin jugar en sus segundos y últimos Juegos Olímpicos.

### «¡A mí el pelotón, Sabino, que los arrollo!»
Si por algo es recordada la figura de Belauste, habiéndola convertido en mítica, es por el gol que marcó en los Juegos Olímpicos de Amberes 1920 y por la frase que supuestamente dijo justo antes de marcarlo. Esta frase: «¡A mí, Sabino, que los arrollo!» o «¡A mí el pelotón, Sabino, que los arrollo!» (difieren las versiones) trascendió de lo meramente anecdótico, convirtiéndose en un icono de la historia del fútbol español en general y de la historia de la selección española en particular.
Era el 1 de septiembre de 1920 en el Estadio Olímpico de Amberes donde jugaba la selección española contra la selección de Suecia. Tres días antes España había sido derrotada por la anfitriona Bélgica, por lo que ya no podía optar a la medalla de oro, aunque el peculiar sistema de competición existente en aquella cita le permitía seguir compitiendo en una repesca por las otras medallas. Cualquier derrota a partir de ese momento le suponía volverse para casa. Los suecos se adelantaron en el marcador en el minuto 28 de la primera parte. Cuentan las crónicas de la época que los nórdicos, espigados y algo arrogantes, no practicaban un juego limpio, y que Belauste se fue «calentando» de manera paulatina con el proceder sueco. Fue entonces, en el minuto 6 de la segunda parte, cuando llegó la jugada que le dio la fama.
Belauste era mediocentro, pero en bastantes ocasiones solía sumarse al ataque. En una de esas subidas pidió a Sabino Bilbao, que era compañero suyo en el Athletic, que le lanzase un centro al área. La petición fue el famoso grito de «¡A mí el pelotón, Sabino, que los arrollo!». Sabino le lanzó el pase, Belauste controló el «pelotón» (balón) con el pecho (o con la cabeza según la versión) y se introdujo él mismo en la portería con el mismo. En aquella jugada se llevó por delante a base de fuerza y envergadura a tres defensas suecos y al portero, que no pudieron evitar ni mediante faltas que el defensa vasco se introdujera con el balón en la portería.
A falta de imágenes que muestren como fue realmente el gol, solo queda la crónica de los que estuvieron allí para narrarlo. La anécdota, tal y como está contada la dio a conocer el periodista Manuel de Castro («un verdadero “goal” hercúleo» según sus palabras). El propio Belauste fue apodado a raíz de aquello como «el león de Amberes».
La importancia de aquel gol en la competición olímpica fue relativa. Supuso el empate en aquel partido, sí, pero el gol de la victoria lo marcaría Domingo Gómez-Acedo unos minutos más tarde y además los suecos fallarían un decisivo penalti en los últimos minutos. Además, España debería ganar todavía otros dos partidos más para obtener la medalla de plata.
Aunque Ricardo Zamora, portero en aquel partido, afirmó años más tarde que realmente se había dicho la mítica frase, algunos de los que estuvieron allí presentes juraron no haberla oído nunca. Incluso algunos dijeron que lo que realmente había gritado Belauste era Sabino, aurrera! (en español, «¡Sabino, adelante!»). Belauste nunca desmintió la famosa anécdota, aunque no se sabe si porque era real o porque prefería mantener la leyenda. En 1937, en una entrevista a la revista cubana Carteles narró así lo ocurrido: «Estando yo en posición ventajosa para anotar, y viendo que Sabino avanzaba con la pelota, le dije simplemente: “¡A mí, Sabino, que los arrollo!”. Después, rodamos tres o cuatro por el suelo».

## Estadísticas

### Clubes
Datos actualizados a fin de carrera deportiva.
Si bien formaba parte de la plantilla del Athletic Club desde 1905, probablemente en su equipo reserva, no debutó oficialmente hasta 1908. En sus últimos años, concretamente desde 1924, el jugador se encuentra refugiado en Francia por cuestiones políticos, motivo por el que no disputa apenas encuentros. Esto le repercutió también con la selección, donde fue uno de los 22 integrantes de la expedición de los Juegos Olímpicos de París 1924, y si bien jugó un amistoso de preparación frente al newcastle United Football Club no fue titular en el certamen, en el único partido que disputó España.
| Athletic Club España | 1905-06       | 1.ª C.        | Inexistente | Inexistente | —  | — | Inexistentes | Inexistentes | 0  | 0  | 0    |
| Athletic Club España | 1906-07       | 1.ª C.        | Inexistente | Inexistente | —  | — | Inexistentes | Inexistentes | 0  | 0  | 0    |
| Athletic Club España | 1907-08       | 1.ª C.        | Inexistente | Inexistente | —  | — | Inexistentes | Inexistentes | 0  | 0  | 0    |
| Athletic Club España | 1908-09       | 1.ª C.        | Inexistente | Inexistente | 1  | — | Inexistentes | Inexistentes | 1  | 0  | 0    |
| Athletic Club España | 1909-10       | 1.ª C.        | Inexistente | Inexistente | 2  | — | Inexistentes | Inexistentes | 2  | 0  | 0    |
| Athletic Club España | 1910-11       | 1.ª C.        | Inexistente | Inexistente | 4  | 1 | Inexistentes | Inexistentes | 4  | 1  | 0.25 |
| Athletic Club España | 1911-12       | 1.ª C.        | Inexistente | Inexistente | —  | — | Inexistentes | Inexistentes | 0  | 0  | 0    |
| Athletic Club España | 1912-13       | 1.ª C.        | Inexistente | Inexistente | 3  | — | Inexistentes | Inexistentes | 0  | 0  | 0    |
| Athletic Club España | 1913-14       | 1.ª C.        | Inexistente | Inexistente | 3  | 1 | 9            | 3            | 12 | 4  | 0.33 |
| Athletic Club España | 1914-15       | 1.ª C.        | Inexistente | Inexistente | 3  | — | 9            | 1            | 12 | 1  | 0.08 |
| Athletic Club España | 1915-16       | 1.ª C.        | Inexistente | Inexistente | 1  | — | 12           | 2            | 13 | 2  | 0.15 |
| Athletic Club España | 1916-17       | 1.ª C.        | Inexistente | Inexistente | —  | — | 10           | 4            | 10 | 4  | 0.4  |
| Athletic Club España | 1917-18       | 1.ª C.        | Inexistente | Inexistente | —  | — | 11           | —            | 11 | 0  | 0    |
| Athletic Club España | 1918-19       | 1.ª C.        | Inexistente | Inexistente | —  | — | 1            | 2            | 1  | 2  | 2    |
| Athletic Club España | 1919-20       | 1.ª C.        | Inexistente | Inexistente | 5  | 2 | 3            | 1            | 8  | 3  | 0.38 |
| Athletic Club España | 1920-21       | 1.ª C.        | Inexistente | Inexistente | 3  | 1 | 3            | 1            | 6  | 2  | 0.33 |
| Athletic Club España | 1921-22       | 1.ª C.        | Inexistente | Inexistente | —  | — | 4            | 1            | 4  | 1  | 0.25 |
| Athletic Club España | 1922-23       | 1.ª C.        | Inexistente | Inexistente | 1  | — | —            | —            | 1  | 0  | 0    |
| Athletic Club España | 1923-24       | 1.ª C.        | Inexistente | Inexistente | 1  | — | 4            | —            | 5  | 0  | 0    |
| Athletic Club España | 1924-25       | 1.ª C.        | Inexistente | Inexistente | —  | — | —            | —            | 0  | 0  | 0    |
| Athletic Club España | 1925-26       | 1.ª C.        | Inexistente | Inexistente | —  | — | —            | —            | 0  | 0  | 0    |
| Total carrera | Total carrera | Total carrera | 0           | 0           | 27 | 5 | 66           | 15           | 93 | 20 | 0.22 |
| (1) No existía el Campeonato de Liga (1905-26). Club de 1.ª categoría por la Federación Regional Norte y la Federación Vizcaína de Foot-Ball . (2) Incluye datos de la Copa de España (1905-26). (3) Incluye datos del Campeonato Regional del Norte (1913-22) y del Campeonato Regional Vizcaíno (1922-26). (4) No incluye goles en partidos amistosos. |               |               |             |             |    |   |              |              |    |    |      |

### Selecciones
Con motivo de la preparación para los Juegos Olímpicos de Amberes 1920 hubo un «stage» de preparación de mes y medio donde los jugadores preseleccionados disputaron dos encuentros frente a equipos gallegos —Real Vigo Sporting Club y Real Club Fortuna de Vigo— y vascos —Athletic Club y Real Sociedad de Football—, que al ser frente a clubes no consta en los registros federativos.. En ellos presumiblemente jugó Belauste, al ser uno de esos preseleccionados, pero se desconocen los datos, motivo por el que no figuran.
| Absoluta · España | 1920              | — | — | 3 | 1 | 3 | 1 | 0.33 |
| Absoluta · España | 1924              | 1 | — | — | — | 1 | 0 | 0    |
| Total selecciones | Total selecciones | 1 | 0 | 3 | 1 | 4 | 1 | 0.25 |
| (5) Incluye amistosos frente a clubes (al no ser frente a un combinado nacional, la RFEF no lo hace constar en sus registros). (6) Incluye datos de los Juegos Olímpicos de Amberes 1920. |                   |   |   |   |   |   |   |      |

#### Participaciones en Juegos Olímpicos
| Olimpiada    | Resultado        | P. J. | Goles |
| ------------ | ---------------- | ----- | ----- |
| Amberes 1920 | Plata            | 3     | 1     |
| París 1924   | Ronda preliminar | 0     | 0     |

## Palmarés

### Campeonatos regionales
| Título              | Club          | Año  |
| ------------------- | ------------- | ---- |
| Campeonato Regional | Athletic Club | 1914 |
| Campeonato Regional | Athletic Club | 1915 |
| Campeonato Regional | Athletic Club | 1916 |
| Campeonato Regional | Athletic Club | 1920 |
| Campeonato Regional | Athletic Club | 1921 |
| Campeonato Regional | Athletic Club | 1923 |
| Campeonato Regional | Athletic Club | 1924 |

### Campeonatos nacionales
| Título | Club          | Año  |
| ------ | ------------- | ---- |
| Copa   | Athletic Club | 1910 |
| Copa   | Athletic Club | 1911 |
| Copa   | Athletic Club | 1914 |
| Copa   | Athletic Club | 1915 |
| Copa   | Athletic Club | 1916 |
| Copa   | Athletic Club | 1921 |
| Copa   | Athletic Club | 1923 |